# Benin történelme
Benin történelme során területén létezett egy birodalom, a 19. századtól pedig gyarmati függésben élt, egészen önállósága elnyeréséig.

## Benini Királyság

A Benini Királyság zászlajának rekonstrukciója, melyet a brit erők 1897-es benini hadjárata közben zsákmányoltak

A mai Benin területén a neolitikumból származnak a legrégebb ismert leletek. A 2-3 méter magasságú olvasztókemence-maradványok arra utalnak, hogy az itt élők már ismerték a fémeket.
A Benini Királyság kialakulása a 13. században kezdődött meg a mai Nigéria délnyugati részén. A nyugat-nigeri területen élő edo nép telepedett le a Niger folyó deltájában, és városállamot alapított Benin néven a mai Lagostól kb.300 km-re keletre. A nép vezetését előbb törzsfőnökök, majd az oba címmel rendelkező uralkodó látta el, akit hat előkelő jelölt közül választottak ki. A Nagy Ewuare által alapított uralkodódinasztia hatalma alatt a fejlett államigazgatással rendelkező ország területe gyarapodott. Lakói főként irtásos-égetéses kapás földműveléssel, állattenyésztéssel, halászattal és kézművességgel foglalkoztak. A királyságnak jó kapcsolata volt a portugál (majd később holland) rabszolga-kereskedőkkel, akik a 15. században érkeztek ide. Az első portugál kereskedelmi telep 1486-ban létesült. Az északi területen ez idő tájt jött létre a baribák államalakulata. A kereszténység, a portugál nyelv és a latin betűs írásnak az előkelőbb családok körében való gyors elterjedésével egyidejűleg a hódító törekvések is erősödtek, melynek eredményeként az igbó és joruba államok nagy részét az edók meghódították. A fénykorát a 17. században élő birodalmukban a háborúk következtében elterjedt a familiáris rabszolgaság intézménye, ami lehetővé tette a portugál rabszolga-kereskedők ellátását is „új áruval”. Hierarchikus állami bürokrácia épült ki, területi alapú adózást vezettek be, tervezett, egyenes utcákkal tagolt városok épültek. A rövid idő alatt kibontakozó rabszolga-kereskedelem miatt nevezték el az itteni partszakaszt Rabszolgapartnak.

## Gyarmati függésben
A 16–17. század során egyre több angol, francia, portugál és holland kereskedelmi telep létesült, s helyi államok (Allada, Adzsacsa, Dahomey, Wida) jöttek létre.
A 18. századtól belső hatalmi harcok gyengítették az uralkodói hatalmat, melynek következményeként Benin kereskedelmi monopóliuma megszűnt, a szomszédos Nupe és Sokoto pedig megerősödött. A francia–angol gyarmati versengés fokozódott, s a sorozatos tiltások ellenére a rabszolga-kereskedelem még a 19. században is folytatódott. 1872-ben Franciaország megszállta és gyarmatosította a területet. 1892-ben Abomey (Dahomey fővárosa), a fon állam és a közeli államocskák francia fennhatóság alá kerültek. 1904-ben az országot Dahomey néven Francia Nyugat-Afrikához csatolták. A francia gyarmati időszak alatt felépült Cotonou kikötővárosa, vasutak és iskolák létesültek. A mezőgazdasági termelésben monokultúra jött létre (olajpálma). Az első világháború idején szigorú adórendszert és erőszakos katonai toborzást vezettek be a francia gyarmati hatóságok, s emiatt több felkelés is kirobbant. A második világháború előtti évtizedekben lendületes ipari fejlődés indult meg, melynek következtében felduzzadt a városok lakossága, kialakult a polgári réteg és megerősödött az értelmiség. 1946-tól Dahomey önálló gyarmat, majd 1958. december 4-én Dahomey Köztársaság néven a Francia Közösség autonóm területe lett.

## A független Benin
1960. augusztus 1-jén a Dahomey Köztársaság független állam lett, s kilépett a Francia Közösségből is. A Dahomeyi Egységpárt 1961-ben meghirdette az egypártrendszert. Az első elnököt, Hubert Magát a gazdasági, társadalmi és etnikai problémák miatt 1963-ban puccsal megbuktatták. A puccs vezetője a hadsereg főparancsnoka, Christophe Soglo volt. Az 1964-es új alkotmány alapján megtartott többpárti választások után Sourou-Migan Apithyt nevezték ki elnöknek, Justin Ahomadégbé-Tomêtint pedig miniszterelnöknek. 1965-ben Soglo tábornok újabb katonai puccsot hajtott végre, de 1967 decemberében államcsínnyel őt is eltávolították a hatalomból. 1969-ben Paul-Émile de Souza lett az állam elnöke, de még ugyanebben az évben egy újabb puccs őt is leváltotta. Az 1970-es választások után egy háromtagú elnöki tanácsot neveztek ki, amelynek Maga, Apithy és Ahomadégbé voltak a tagjai. Egy 1972-es puccsot követően új kormányt neveztek ki Mathieu Kérékou vezetésével. Az ország nevét 1975-ben változtatták Benini Népi Köztársaságra.
1974-től 1989-ig Kérékou szocialista berendezkedésű államként vezette az országot. Erőszakosan államosították az ipari üzemeket és a kulturális intézményeket. Az állami kereskedelmi és termelési szektor mellett ugyanakkor megtartották a hagyományos afrikai nagy- és kiskereskedelmet is. Átalakították a teljes közigazgatást, regionális tanácsokat és helyi végrehajtó bizottságokat hoztak létre. Az ország csatlakozott az el nem kötelezett országok mozgalmához. Az 1977-ben lezajlott sikertelen puccs után a Benini Népi Forradalmi Párt egypárti rendszere uralkodott egészen 1990-ig, amikor a Kérékou-vezetés szakított a marxizmussal és elnöki rendszert vezetett be. Ekkor változott az ország neve Benini Köztársaságra. Az első szabad választást 1991-ben tartották, amelyen Kérékout legyőzte Nicéphore Soglo. Habár Soglo veszített az 1996-os választáson, egészen 2001-ig posztján maradt.

## Fordítás
- Ez a szócikk részben vagy egészben  a   History of Benin című angol Wikipédia-szócikk fordításán alapul.  Az eredeti cikk szerkesztőit annak laptörténete sorolja fel. Ez a jelzés csupán a megfogalmazás eredetét és a szerzői jogokat jelzi, nem szolgál a cikkben szereplő információk forrásmegjelöléseként.